# Regiones di Tritone
Segue una lista delle regiones presenti sulla superficie di Tritone. La nomenclatura di Tritone è regolata dall'Unione Astronomica Internazionale; la lista contiene solo formazioni esogeologiche ufficialmente riconosciute da tale istituzione.
Le regiones di Tritone portano i nomi di divinità marine di varie culture e luoghi legati all'acqua, quali fontane, isole, geyser.
Tritone è stato finora raggiunto unicamente dalla sonda Voyager II. I dati raccolti durante il fly-by non sono stati sufficienti a determinare le dimensioni delle caratteristiche superficiali per cui l'IAU censisce solamente le coordinate in attesa che ulteriori missioni forniscano dati più precisi.

## Prospetto
| Regio         | Eponimo                                                                  | Latitudine | Longitudine | Diametro |
| ------------- | ------------------------------------------------------------------------ | ---------- | ----------- | -------- |
| Bubembe Regio | Bubembe – Isola del Lago Vittoria, sede del tempio di Mukasa in Uganda.  | 18° N      | 335° E      | n.d.     |
| Monad Regio   | Monade – Il simbolo cinese della dualità.                                | 20° N      | 37° E       | n.d.     |
| Uhlanga Regio | Uhlanga – Stagno dal cui canneto è sorta l'umanità nella mitologia zulu. | 37° S      | 357° E      | n.d.     |